# معتمد بن عباد

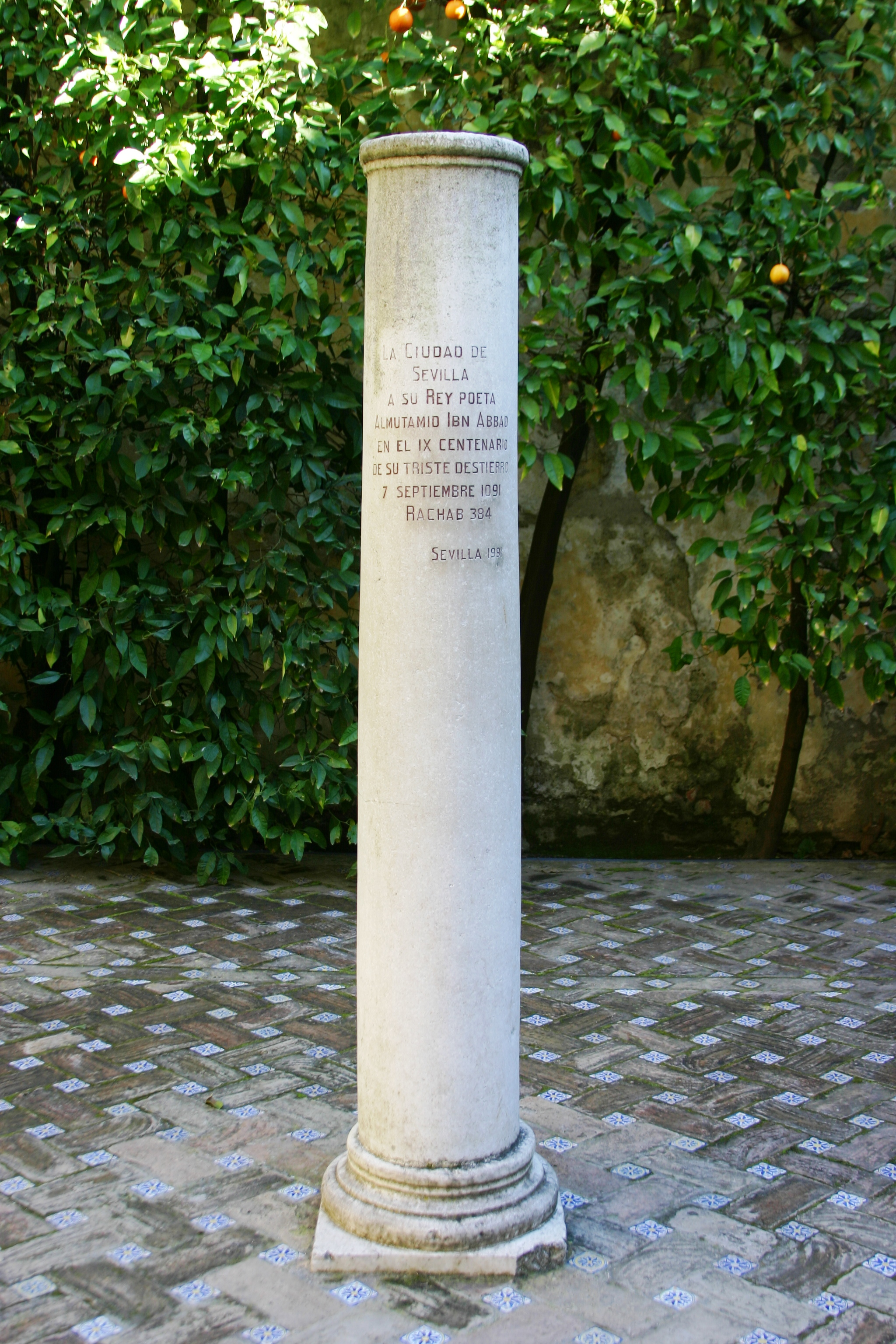
ستون متعلق به معتمد در کاخ سلطنتی آلکازار

المعتمد، محمد بن عباد لخمی (عربی: المعتمد محمد ابن عباد بن اسماعیل اللخمی، سلطنت بین سال‌های ۱۰۶۹–۱۰۹۱، زیسته در ۱۰۴۰–۱۰۹۵)، که با نام عباد سوم نیز شناخته می‌شود، سومین و آخرین فرمانروای طایفه إشبیلیّة در اندلس و همچنین شاعری مشهور بود. او آخرین فرمانروای سلسله بنوعباد در شهر سویل بود که در سال ۱۰۹۱ توسط مرابطون سرنگون شد.

## اوایل زندگی
هنگامی که او ۱۳ ساله بود، پدر معتمد به او لقب امیر داد و شاعر عرب اندلسی ابن عمار را وزیر خود منصوب کرد. با این حال، المعتمد به شدت تحت تأثیر ابن عمار قرار گرفت. پدر معتمد نسبت به ابن عمار و نفوذ او محتاط بود و در نهایت او را به تبعید فرستاد.

## سلطنت
پس از مرگ پدرش، عباد دوم در سال ۱۰۶۹، المعتمد به عنوان خلیفه، حاکم سویل شد. یکی از اولین اقدامات او بزرگداشت ابن عمار و اعطای افتخارات نظامی و مناصب عالی سیاسی به او بود، از جمله به عنوان فرماندار سیلوس و وزیر اعظم حکومت در سویل. این رابطه دوستانه بین حاکم و ابن عمار بعداً به دلایل نامعلوم مورد سرزنش قرار گرفت.
در دوران حکومت وی، بخش‌های وسیعی از اندلس تحت تسلطش بود که عبارتند از:
- در غرب قلمرو او سرزمین بین گوادالکیویر پایین و گوادیانا
- نواحی اطراف نیبله، هوئلوا و سالتس
- در جنوب تا نزدیک مورون، آرکوس، روندا و همچنین الخسیراس و تاریفا
- پایتخت، کوردوبا که در سال ۱۰۷۰ تصرف شد و در سال ۱۰۷۵ از دست رفت و در سال ۱۰۷۸ مجدد فتح شد.

در سال ۱۰۹۱، المعتمد به اسارت آلموراویان درآمد و به اغمات مراکش تبعید شد، و در نهایت در همانجا به سال ۱۰۹۵ درگذشت. هرچند برخی منابع علت مرگش را ترور عنوان کرده‌اند. مقبره‌ای از او در آن منطقه گزارش شده‌است.

## میراث

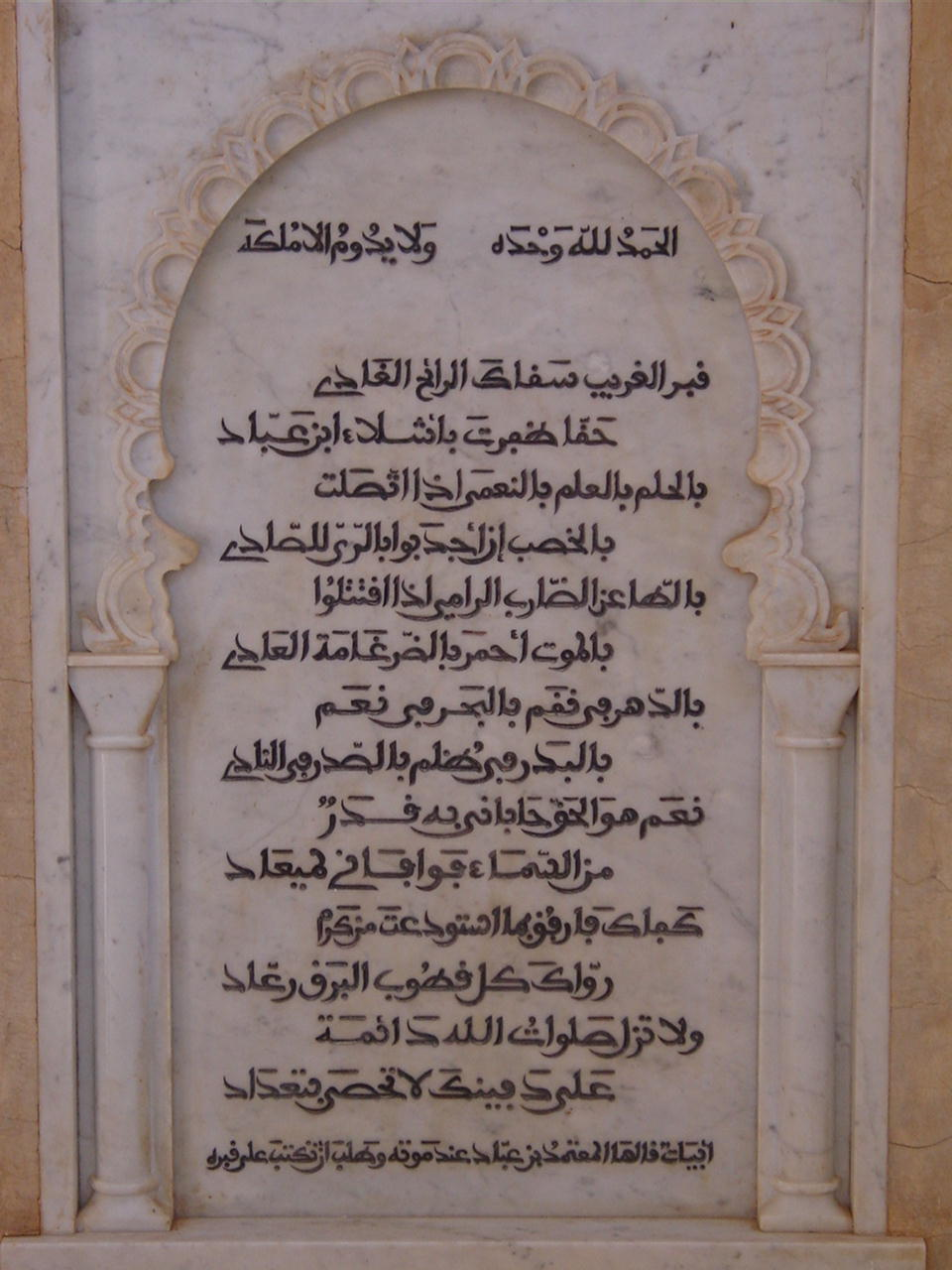
مقبره المعتمد بن عباد در اغمات مراکش.

المعتمد، یکی از برجسته‌ترین مردان اندلس در قرن یازدهم، به عنوان شاعری به زبان عربی بسیار مورد توجه بود.